# آسیب خونرسانی مجدد
آسیب خونرسانی مجدد، که گاهی اوقات آسیب ایسکمی-پرفیوژن مجدد (IRI) یا آسیب اکسیژن رسانی مجدد (به انگلیسی: Reperfusion injury) نامیده می‌شود، آسیب بافتی است که هنگام بازگشت خون به بافت (پرفیوژن مجدد) پس از یک دوره ایسکمی یا کمبود اکسیژن (آناکسی یا هیپوکسی) ایجاد می‌شود. فقدان دریافت اکسیژن و مواد مغذی از خون در طول دوره ایسکمیک شرایطی را ایجاد می‌کند که در آن ترمیم گردش خون منجر به التهاب و آسیب اکسیداتیو از طریق القای استرس اکسیداتیو به جای (یا همراه با) بازیابی عملکرد طبیعی می‌شود.
آسیب خونرسانی مجدد با سندرم هیپرفیوژن مغزی (که گاهی اوقات «سندرم خونرسانی مجدد» نامیده می‌شود)، یک حالت اتساع عروق مغزی غیرطبیعی است.

## مکانیزم‌ها
خونرسانی مجدد بافت‌های ایسکمیک اغلب با آسیب میکروواسکولار همراه است، به ویژه به دلیل افزایش نفوذپذیری مویرگ‌ها و شریان‌ها که منجر به افزایش انتشار و فیلتراسیون مایع در بافت‌ها می‌شود. سلول‌های اندوتلیال فعال، گونه‌های اکسیژن فعال‌تری را تولید می‌کنند، اما اکسید نیتریک کمتری را به دنبال خونرسانی مجدد تولید می‌کنند و این عدم تعادل منجر به التهاب می‌شود. این التهاب تا حدی وابسته به خونرسانی مجدد است. گلبول‌های سفید خون که توسط خون تازه به ناحیه مصدود شده بازگشته‌اند، مجموعه‌ای از عوامل التهابی مانند اینترلوکین‌ها و همچنین رادیکال‌های آزاد را در پاسخ به آسیب بافت آزاد می‌کنند. جریان خون ترمیم شده، اکسیژن را دوباره به سلول‌ها وارد می‌کند که به پروتئین‌های سلولی، DNA و غشای پلاسما آسیب می‌رساند. آسیب به غشای سلول ممکن است به نوبه خود باعث آزاد شدن رادیکال‌های آزاد بیشتری شود. همچنین گونه‌هایی از واکنش ممکن است به‌طور غیرمستقیم در سیگنالینگ ردوکس برای فعال کردن آپوپتوز عمل کنند. گلبول‌های سفید همچنین ممکن است به اندوتلیوم مویرگ‌های کوچک متصل شوند، آنها را مسدود کرده و منجر به ایسکمی بیشتر شود. فرضیه دیگر این است که به‌طور معمول، بافت‌ها حاوی پاک‌کننده‌های رادیکال‌های آزاد هستند تا از آسیب ناشی از اکسید کردن گونه‌هایی که معمولاً در خون موجود هستند، جلوگیری کنند. بافت ایسکمیک به دلیل آسیب سلولی باعث کاهش عملکرد این رفتگرها می‌شود. پس از برقراری مجدد جریان خون، گونه‌های اکسیژن موجود در خون به بافت ایسکمیک آسیب می‌رسانند زیرا عملکرد رفتگرها کاهش می‌یابد.
آسیب خونرسانی مجدد نقش عمده ای در بیوشیمی آسیب مغزی هیپوکسیک در سکته دارد. فرآیندهای نارسایی مشابهی در نارسایی مغزی به دنبال معکوس شدن ایست قلبی دخیل هستند. تحقیقات برای کنترل این فرایندها در حال انجام است. حملات مکرر ایسکمی و آسیب خونرسانی مجدد نیز عاملی هستند که منجر به تشکیل و عدم بهبود زخم‌های مزمن مانند زخم بستر و زخم پای دیابتی می‌شود. فشار مداوم جریان خون را محدود می‌کند و باعث ایسکمی می‌شود و التهاب در جریان خونرسانی مجدد رخ خواهد داد. تکرار این فرایند، در نهایت آنقدر به بافت آسیب می‌رساند که باعث ایجاد زخم می‌شود.
دلیل اصلی حاد شدن آسیب ایسکمی- پرفیوژن مجدد، محرومیت از اکسیژن و در نتیجه توقف تولید آدنوزین تری‌فسفات (مواد اولیه انرژی سلولی) توسط فسفوریلاسیون اکسیداتیو میتوکندری است. آسیب بافتی به دلیل کمبود انرژی عمومی در طول ایسکمی، با افزایش جریان خون با خونرسانی مجدد (افزایش سطح اکسیژن) همراه است. تصور می‌شود که کمپلکس میتوکندری آسیب‌پذیرترین آنزیم در برابر ایسکمی/پرفیوژن مجدد بافت است، اما مکانیسم آسیب پذیری در بافت‌های مختلف متفاوت است. به عنوان مثال آسیب ایسکمی/خونرسانی مجدد مغز از طریق غیرفعال سازی ردوکس انجام می‌شود. مشخص شد که کمبود اکسیژن منجر به شرایطی می‌شود که در آن کمپلکس میتوکندری I کوفاکتور طبیعی خود، مونونوکلئوتید فلاوین (FMN) را از دست می‌دهد و غیرفعال می‌شود. هنگامی که اکسیژن وجود دارد، آنزیم واکنش فیزیولوژیکی اکسیداسیون نیکوتین‌آمید آدنین دی‌نوکلئوتید توسط کوآنزیم کیو ۱۰ کاتالیز می‌کند و الکترون‌های پایین دست زنجیره انتقال الکترون (کمپلکس‌های III و IV) را تأمین می‌کند. ایسکمی منجر به افزایش چشمگیر سطح سوکسینیک اسید می‌شود. در حضور میتوکندری سوکسینات کاتالیز الکترون معکوس می‌شود به طوری که بخشی از الکترون‌ها از سوکسینات است.
در ایسکمی طولانی مدت (۶۰ دقیقه یا بیشتر)، هیپوگزانتین به عنوان نتیجه تجزیه متابولیسم آدنوزین تری‌فسفات تشکیل می‌شود. آنزیم گزانتین دهیدروژناز برعکس عمل می‌کند، یعنی به عنوان یک گزانتین اکسیداز در نتیجه دسترسی بیشتر به اکسیژن. باعث اکسیداسیون می‌شود که اکسیژن در رادیکال آزاد سوپراکسید و هیدروکسیل بسیار واکنش پذیر می‌شود. گزانتین اکسیداز همچنین اسید اوریک تولید می‌کند که ممکن است هم به عنوان یک پرواکسیدانت و هم به عنوان یک تجریه کننده فعال مانند پراکسی نیتریت عمل کند. نیتریک اکسید بیش از حد تولید شده در جریان خونرسانی مجدد با سوپراکسید واکنش می‌دهد تا پراکسی نیتریت تولید کند. هچنین رادیکال‌ها و اکسیژن فعال به لیپیدها، پروتئین‌ها و گلیکوزآمینوگلیکان‌های غشای سلولی حمله می‌کنند و باعث آسیب بیشتر می‌شوند. آنها همچنین ممکن است فرآیندهای بیولوژیکی خاصی را با سیگنالینگ ردوکس آغاز کنند .
خونرسانی مجدد می‌تواند باعث هیپرکالمی شود.
آسیب خونرسانی مجدد یک نگرانی اولیه در جراحی پیوند کبد است.

## رفتار

### هیپوترمی درمانی
یک تحقیق گزارش می‌کند کاهش دمای بدن برای محدود کردن آسیب‌های ایسکمیک نتیجه مطلوبی داشته‌است. این روش هیپوترمی درمانی نامیده می‌شود و در نتیجه تعدادی کارآزمایی تصادفی با نتیجه خوبی گزارش شده‌است با این روش شانس زنده ماندن بیمار افزایش یافته و آسیب مغزی پس از خفگی هنگام تولد را در نوزادان تازه متولد شده کاهش یافته و شانس بقای طبیعی را تقریباً دو برابر می‌کند. برای بررسی کامل، هیپوترمی درمانی برای آنسفالوپاتی نوزادان را ببینید .
با این حال، اثر درمانی هیپوترمی به متابولیسم و ثبات غشا محدود نمی‌شود. گروهی دیگر بر توانایی هیپوترمی برای جلوگیری از آسیب‌هایی که پس از بازگشت گردش خون به مغز رخ می‌دهد، یا آنچه که آسیب‌های خونرسانی مجدد نامیده می‌شود، متمرکز هستند. در واقع فردی که از مشکل ایسکمیک رنج می‌برد، پس از بازیابی گردش خون، همچنان به آسیب دیدگی ادامه می‌دهد. در موش‌ها نشان داده شده‌است که نورون‌ها اغلب ۲۴ ساعت پس از بازگشت جریان خون می‌میرند. برخی معتقدند که این واکنش تأخیری ناشی از عملکرد ایمنی التهابی است که در جریان خونرسانی مجدد رخ می‌دهد. این پاسخ‌های التهابی باعث ایجاد فشار داخل جمجمه می‌شود که نتیجه آن آسیب سلولی و در برخی موارد مرگ سلولی می‌شود. مشخص شده‌است که هیپوترمی به کاهش فشار داخل جمجمه ای کمک می‌کند و بنابراین اثرات مضر پاسخ‌های سیستم ایمنی التهابی بیمار را در حین خونرسانی مجدد به حداقل می‌رساند. فراتر از این، خونرسانی مجدد نیز تولید رادیکال‌های آزاد را افزایش می‌دهد. مشخص شده‌است که هیپوترمی باعث می‌شود تولید رادیکال‌های آزاد کشنده در طی خونرسانی مجدد ه حداقل می‌رسد. بسیاری گمان می‌کنند، هیپوترمی فشار داخل جمجمه و تولید رادیکال آزاد را کاهش می‌دهد در نتیجه مشکلات ناشی از انسداد جریان خون به مغز را بهبود می‌بخشد.

### درمان سولفید هیدروژن
برخی از مطالعات اولیه در موش‌ها نشان می‌دهد که درمان با سولفید هیدروژن (H 2 S) می‌تواند یک اثر محافظتی در برابر آسیب خونرسانی مجدد ایجاد کند.

### سیکلوسپورین
علاوه بر قابلیت‌های شناخته شده سرکوب کننده سیستم ایمنی، تجویز یکباره سیکلوسپورین در زمان مداخله عروق کرونر از راه پوست (PCI) باعث کاهش ۴۰ درصدی اندازه آنفارکتوس در یک گروه کوچک مطالعاتی در بیماران می‌شود. با آسیب خونرسانی مجدد که در ژورنال پزشکی نیوانگلند در سال ۲۰۰۸ منتشر شده‌است.

### TRO40303
TRO40303 یک ترکیب محافظ قلبی جدید است که نشان داده شده‌است که منافذ MPT را مهار کرده و احتمال آنفارکتوس را پس از ایسکمی-پرفیوژن مجدد کاهش می‌دهد. توسط شرکت Trophos توسعه یافته و در حال حاضر در مراحل کارآزمایی بالینی فاز I می‌باشد.

### درمان با سلولهای بنیادی
تحقیقات اخیر حاکی از است که احتمالاً سلول‌های بنیادی مزانشیمی اثر مفیدی بر ترمیم آسیب خونرسانی مجدد قلب و کلیه دارد.

### سوپراکسید دیسموتاز
سوپراکسید دیسموتاز یک آنزیم آنتی‌اکسیدانی مؤثر است که آنیون‌های سوپراکسید را به آب و پراکسید هیدروژن تبدیل می‌کند. تحقیقات اخیر نشان داده اثرات درمانی قابل توجهی بر روی مدل‌های پیش بالینی آسیب ناشی از خونرسانی مجدد پس از سکته ایسکمیک دارد.

### متفورمین
مجموعه ای از مطالعات که در مجله فارماکولوژی قلبی عروقی، سال ۲۰۰۹ منتشر شده نشان می‌دهد که متفورمین ممکن است از آسیب خونرسانی مجدد قلبی با مهار مجتمع میتوکندری I و باز شدن منافذ MPT و در موش‌ها جلوگیری کند.

### ریبوفلاوین
در مدل in vivo ایسکمی/پرفیوژن مجدد مغز نوزادان، آسیب بافتی را می‌توان با تجویز FMN، ریبوفلاوین که از غیرفعال شدن کمپلکس میتوکندری I جلوگیری می‌کند، کاهش داد.